# Charles K. Feldman
Charles K. Feldman (* 26. April 1904 in New York City als Charles Gould; † 25. Mai 1968 in Beverly Hills, Kalifornien) war ein US-amerikanischer Filmproduzent und Agent für Schauspieler.

## Leben
Feldman war ab 1928 zunächst als Anwalt in Hollywood tätig und betätigte sich dann als Agent für Schauspieler. Zu seinen Kunden gehörten bekannte Schauspieler wie Greta Garbo und Richard Burton. 1942 wandte er sich der Filmproduktion zu. Bis einschließlich 1967 war er an 18 Filmprojekten beteiligt.
1952 war Feldman für Endstation Sehnsucht in der Kategorie Bester Film für den Oscar nominiert.
Von 1934 bis 1948 war er mit Jean Howard verheiratet.
1968 verstarb er an den Folgen einer Erkrankung mit Bauchspeicheldrüsenkrebs. Sein Grab ist auf dem Hollywood Forever Cemetery zu finden.

## Filmografie (Auswahl)
- 1942: Die Freibeuterin (The Spoilers)
- 1942: Pittsburgh
- 1944: Follow the Boys
- 1948: Red River
- 1948: Macbeth – Der Königsmörder (Macbeth)
- 1949: Gabilan, mein bester Freund (The Red Pony)
- 1950: Die Glasmenagerie (The Glass Menagerie)
- 1951: Endstation Sehnsucht (A Streetcar Named Desire)
- 1955: Das verflixte 7. Jahr (The Seven Year Itch)
- 1962: Auf glühendem Pflaster (Walk on the Wild Side)
- 1965: Was gibt’s Neues, Pussy? (What's New Pussycat?)
- 1967: Venedig sehen – und erben… (The Honey Pot)
- 1967: Casino Royale